# Biserica de lemn Sf. Paraschiva din Rogoz

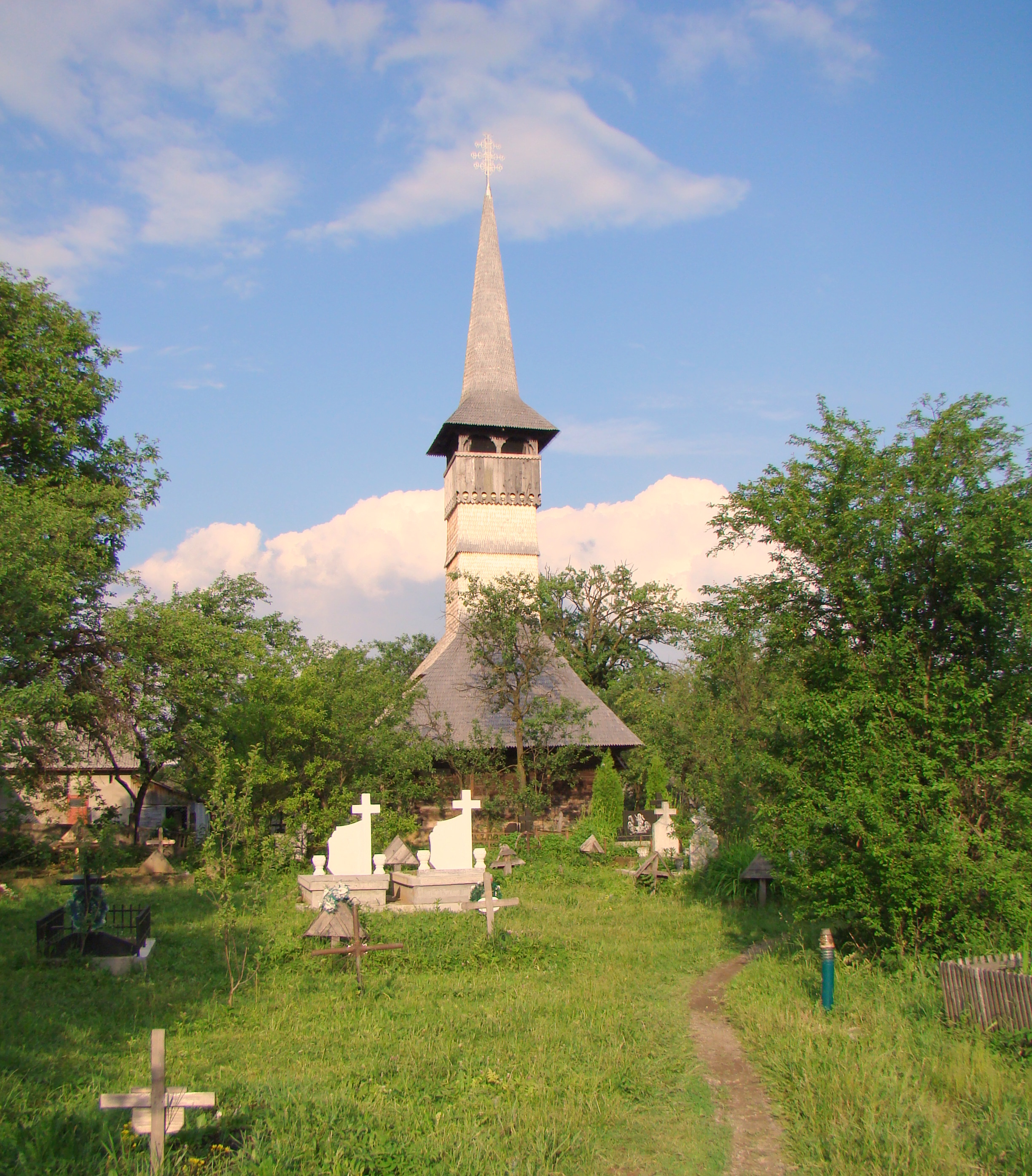
Biserica de lemn „Sfânta Paraschiva” din Rogoz, județul Maramureș, foto mai 2009.

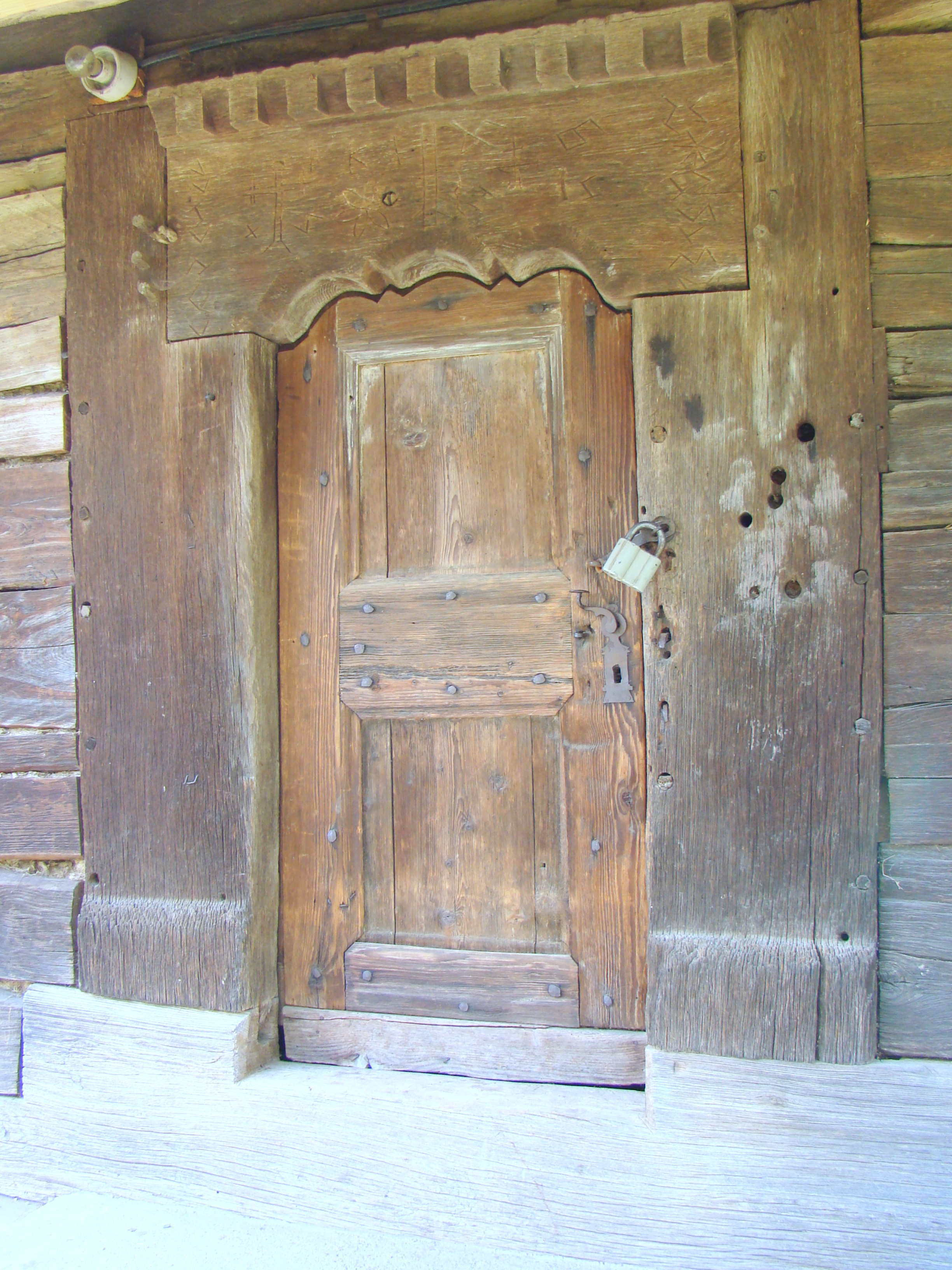
Intrarea în biserică, cu inscripţie indescifrabilă în chirilice sau rune, foto 2009.

Biserica de lemn Sf.Paraschiva din Rogoz, județul Maramureș, datează de la sfârșitul secolului XVII. Are hramul „Cuvioasa Paraschiva”. Biserica se află pe noua listă a monumentelor istorice sub codul LMI:  MM-II-m-A-04617.

## Istoric și trăsături
Biserica a fost adusă în Rogoz în 1883, din localitatea Suciu de Sus, Maramureș. Este a doua biserică de lemn din Rogoz, atât ca vechime, cât și ca importanță, după biserica „Sfinții Arhangheli”, aflată în vecinătate. Planul său, probabil cel inițial, este simplu: pronaos, cu intrarea la sud, naos și absidă poligonală mai îngustă decât celelalte două încăperi. Edificiul a fost alungit cu ocazia reconstruirii, iar turnul probabil înălțat. Ancadramentul celor două uși de aces în naos și pronaos este decupat în formă de dublă acoladă. 
Pictura murală originală nu se mai păstrează, actuala pictură fiind realizată în 1940. Icoanele sunt mai vechi, ca și dulăpiorul pentru sfintele taine, realizat în maniera lui Radu Munteanu.
Piatra altarului datează din anul 1695: „...făcut...prestol...zloți să fie pom...1695”. Este un indiciu important pentru datarea construcției inițiale, în satul de baștină.

## Imagini din exterior

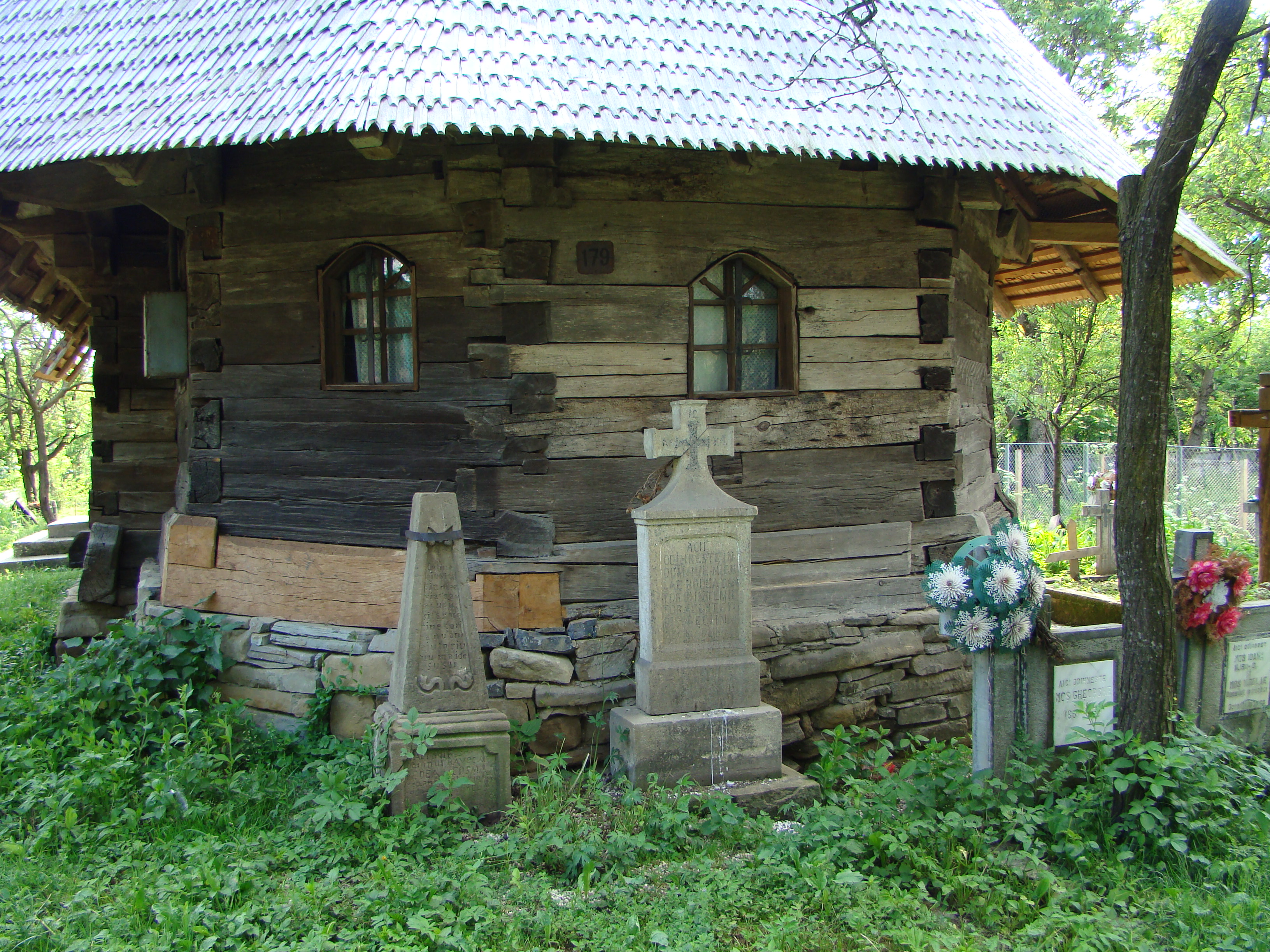
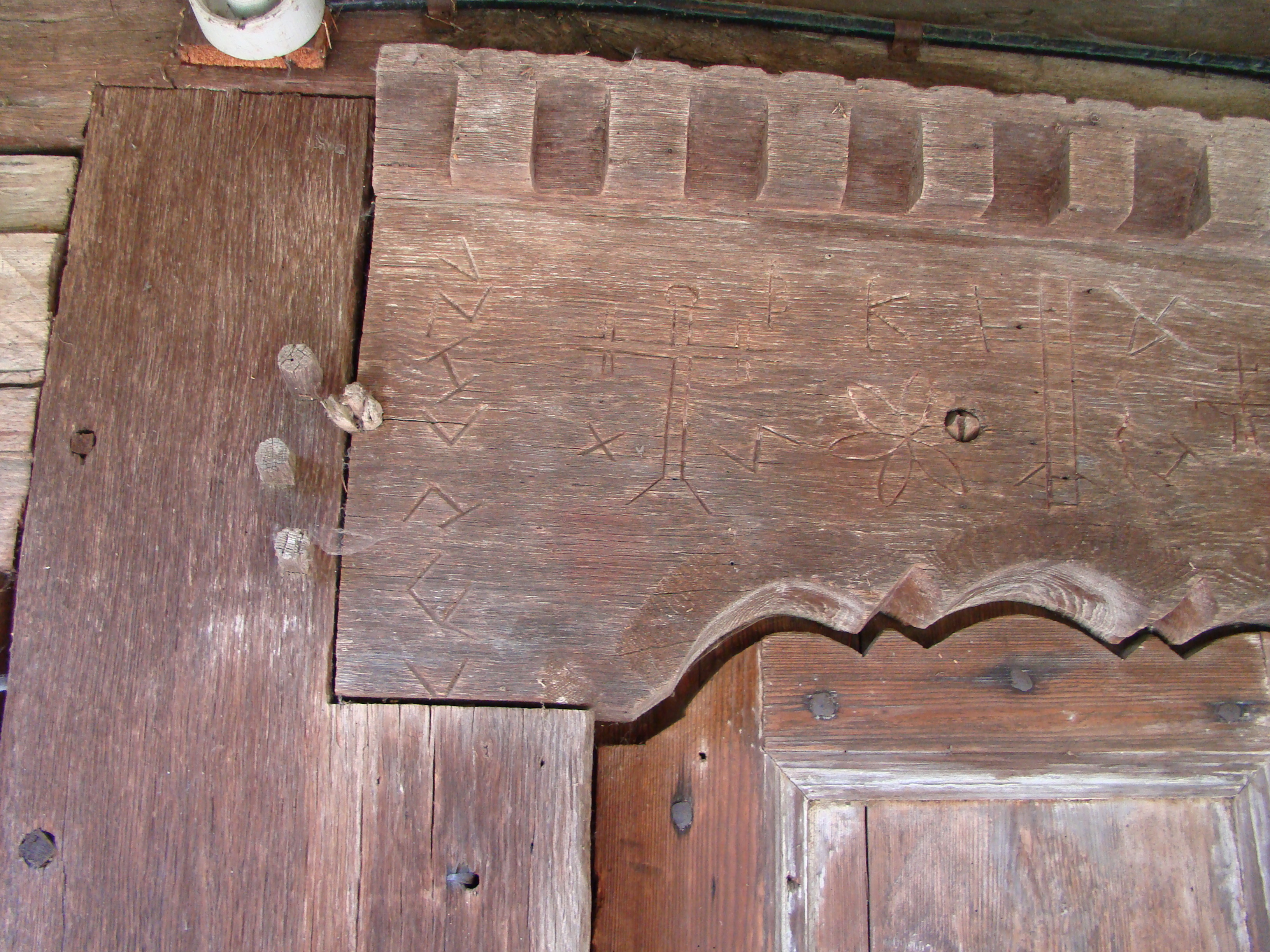
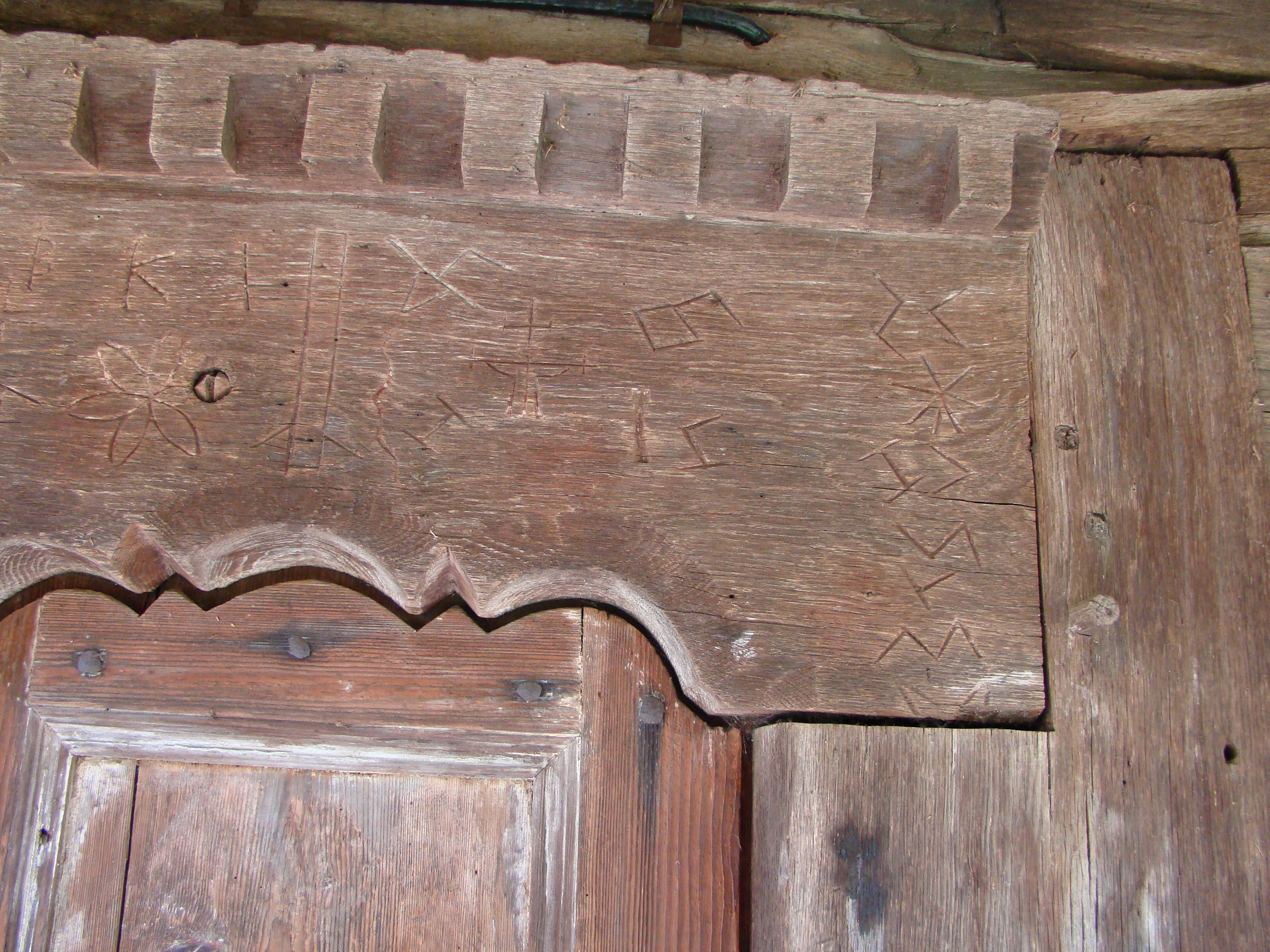
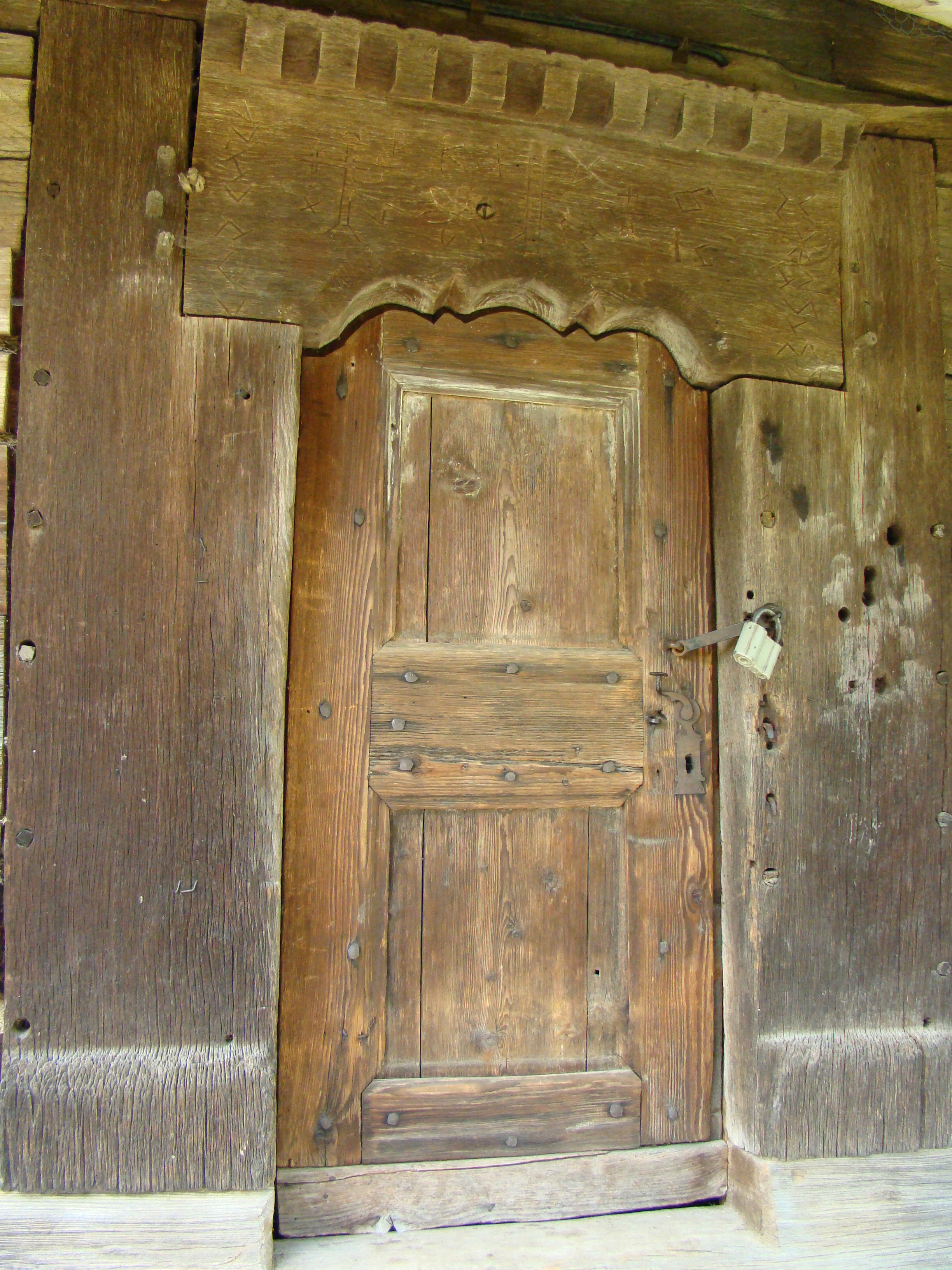
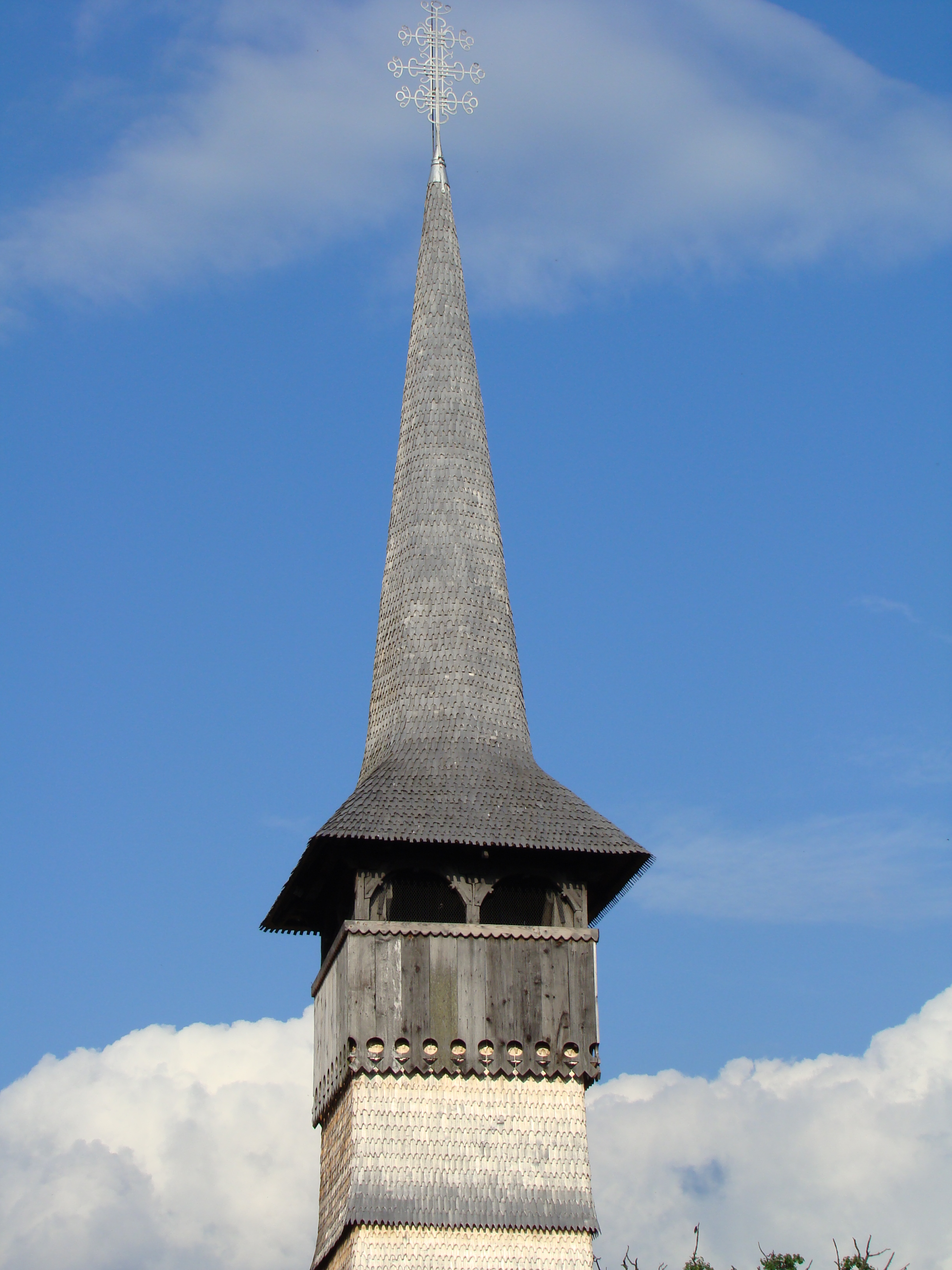
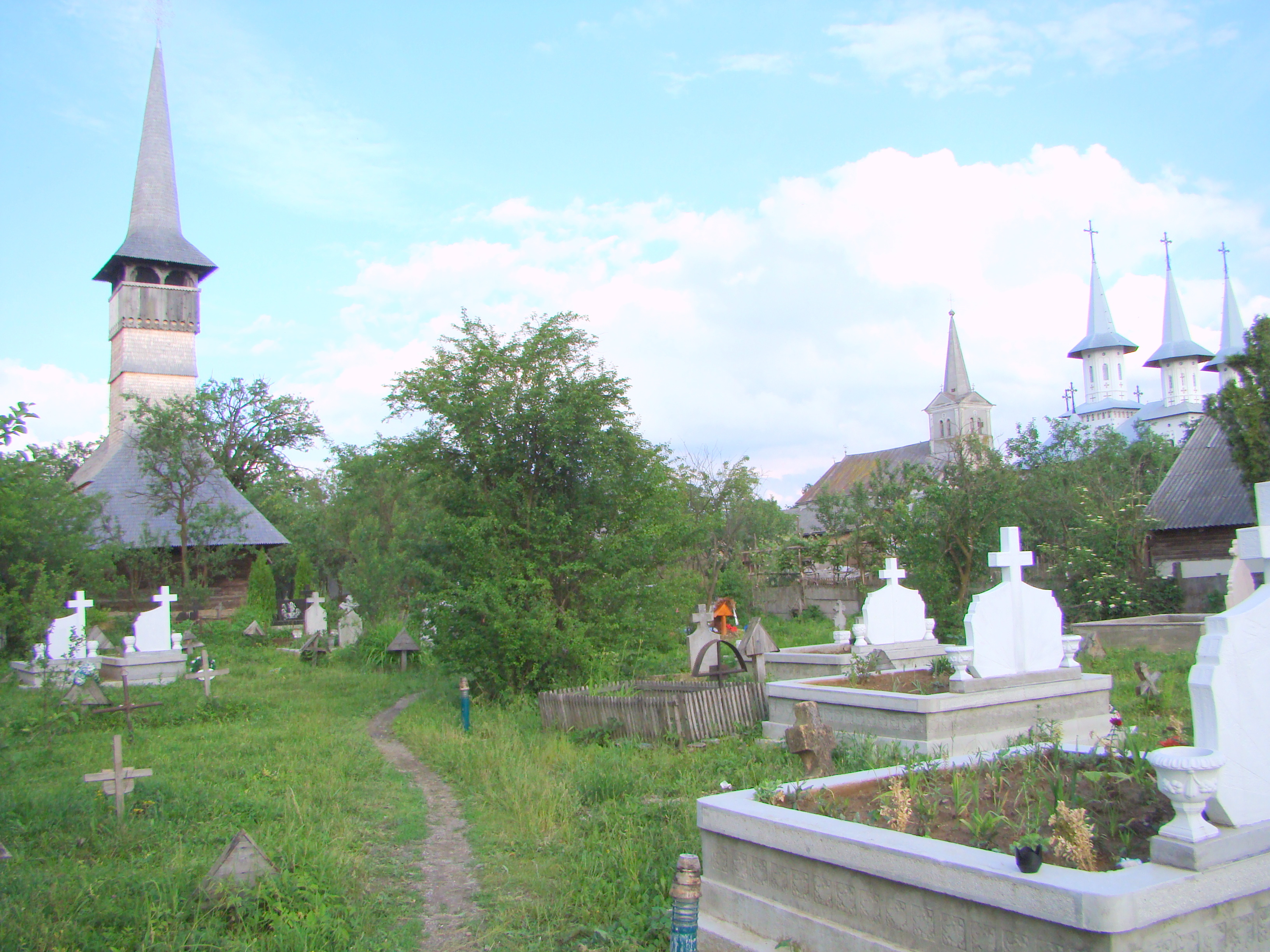
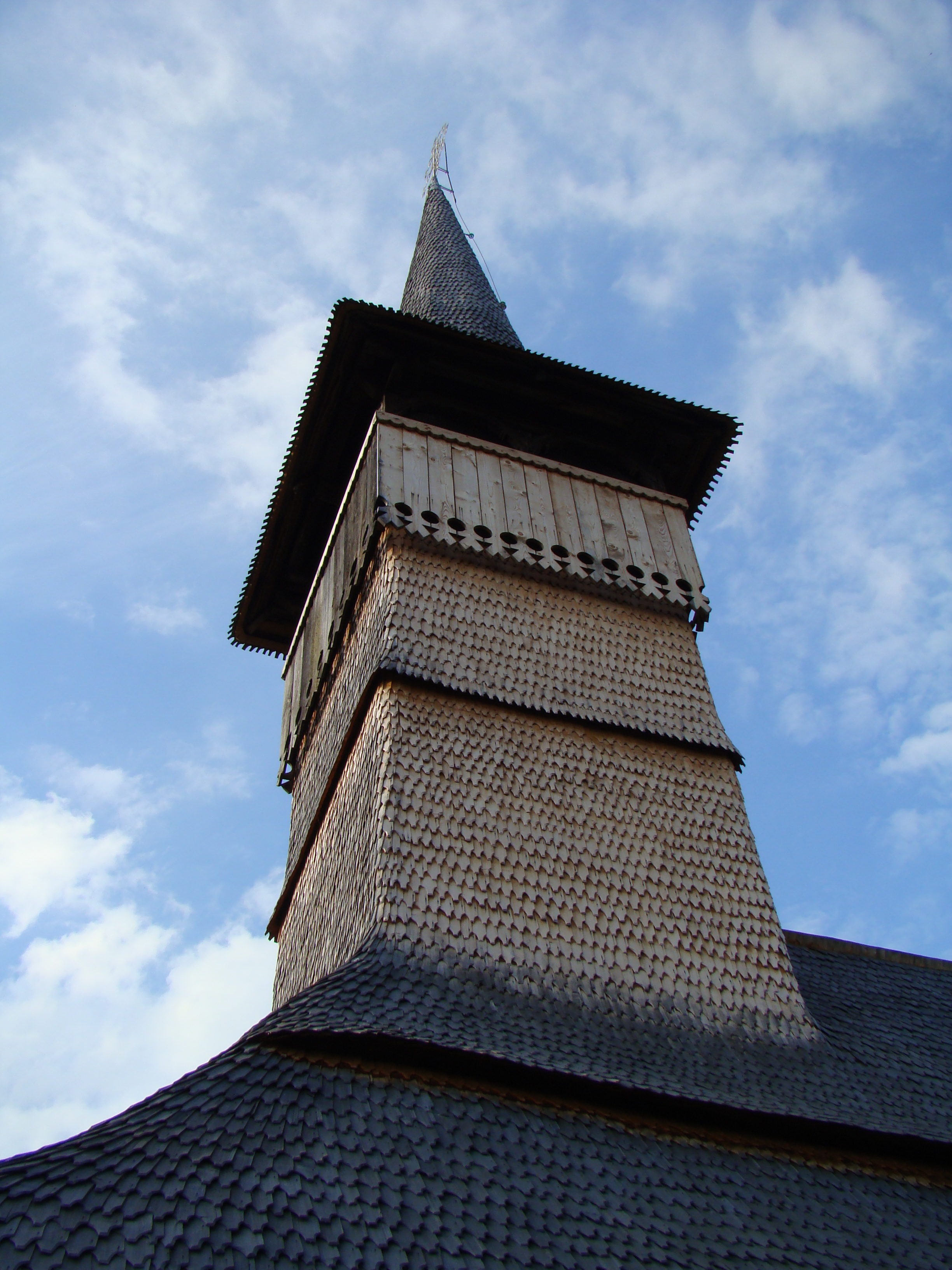
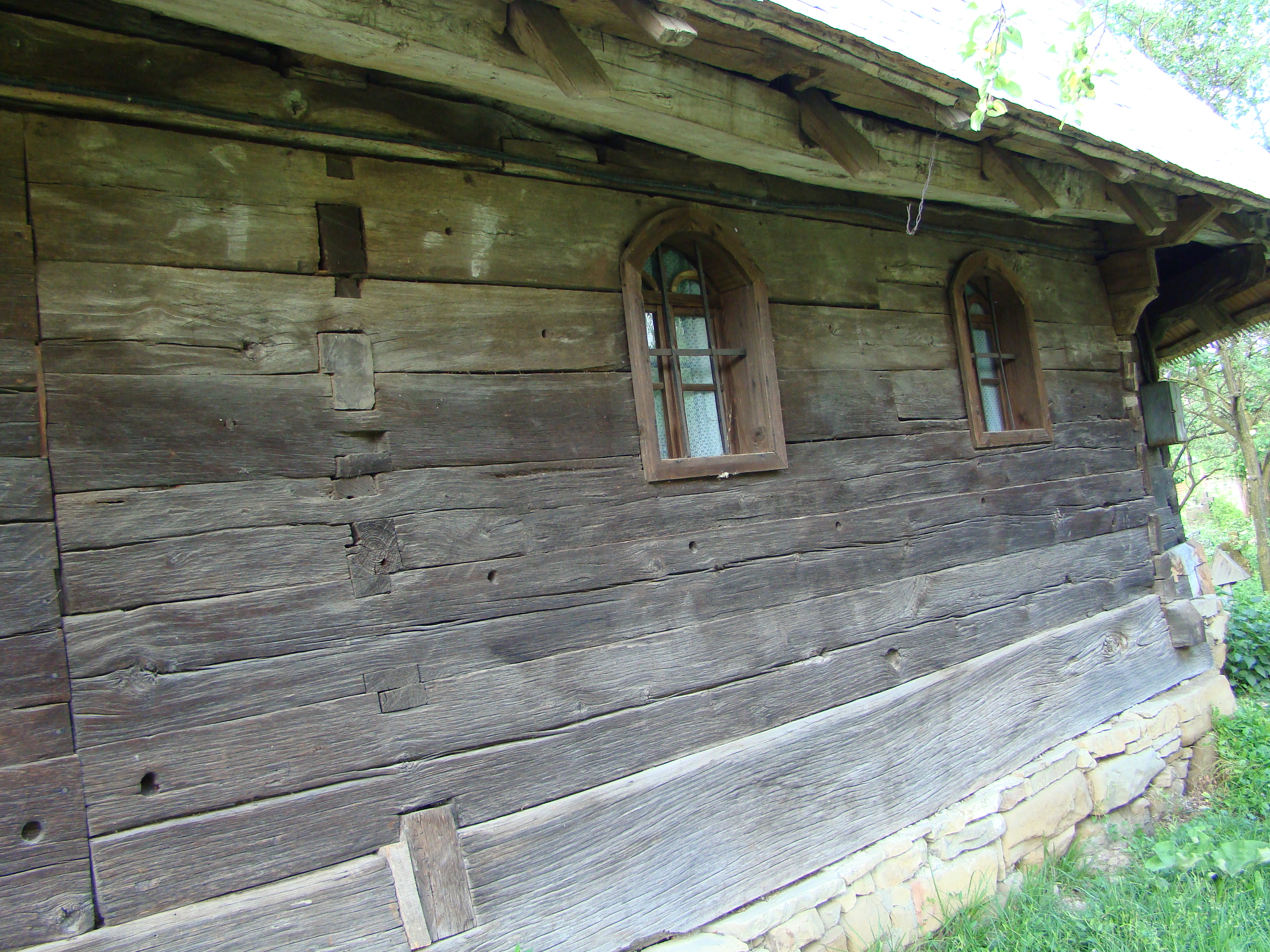
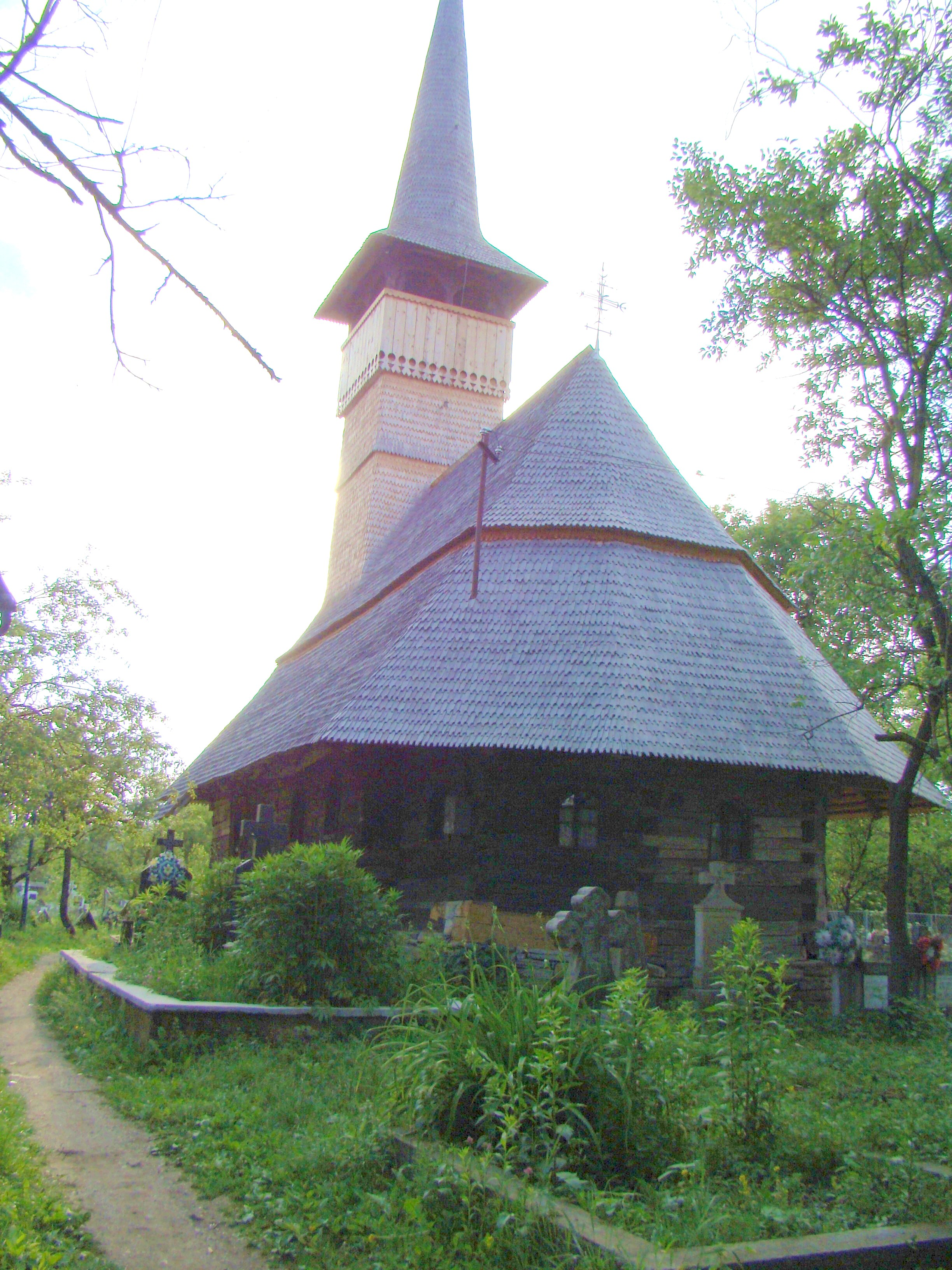
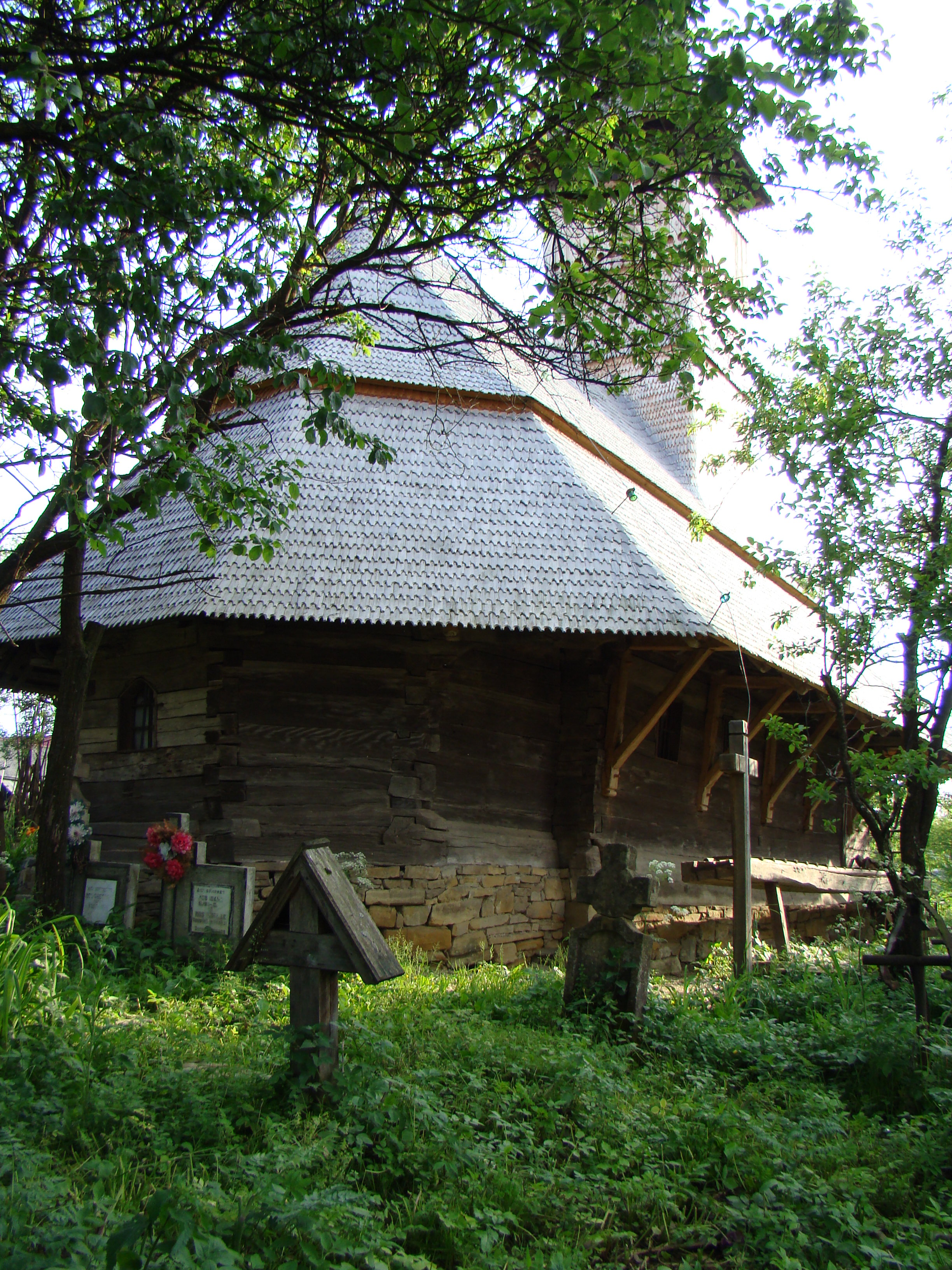
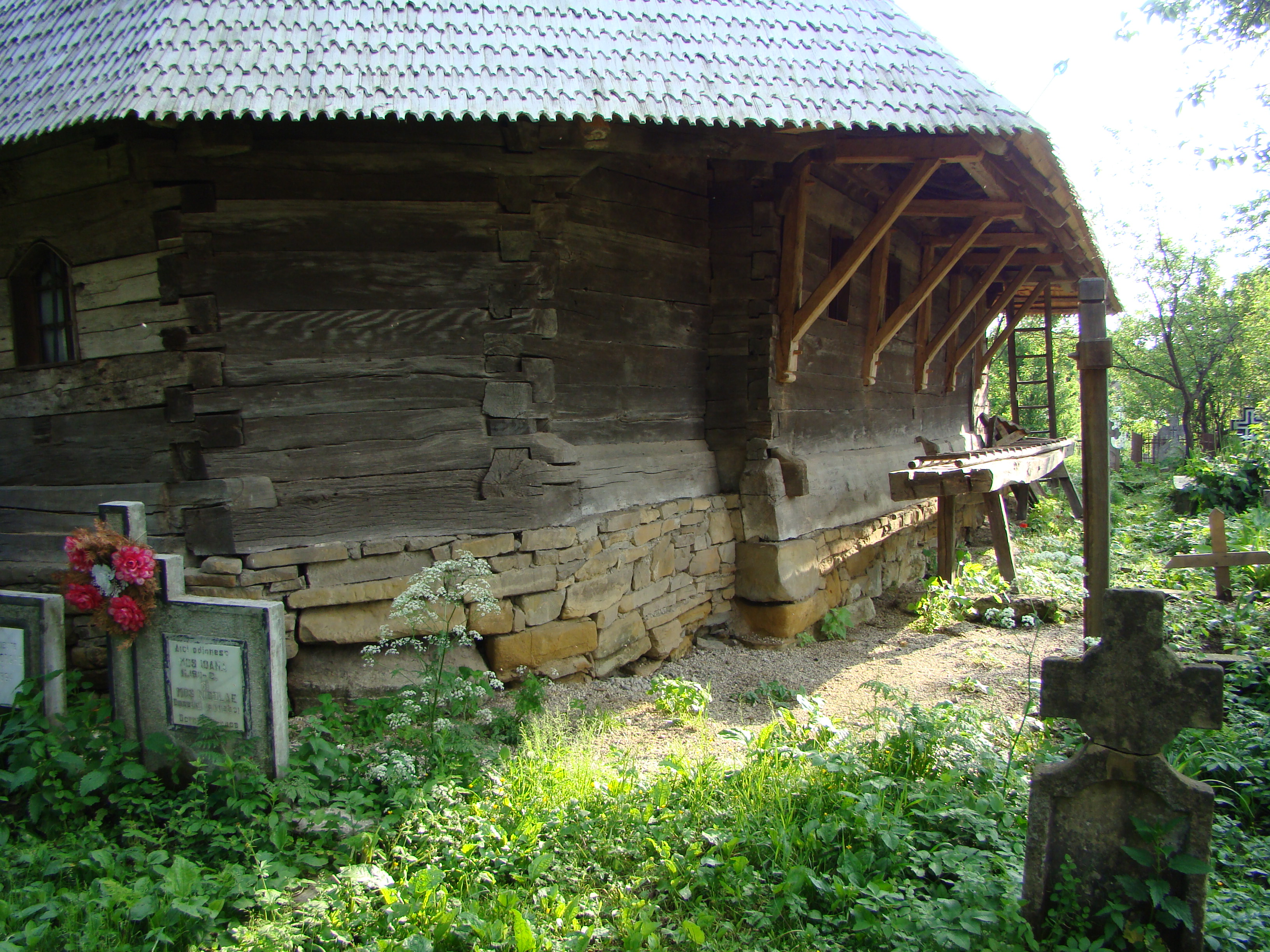